# Karaage

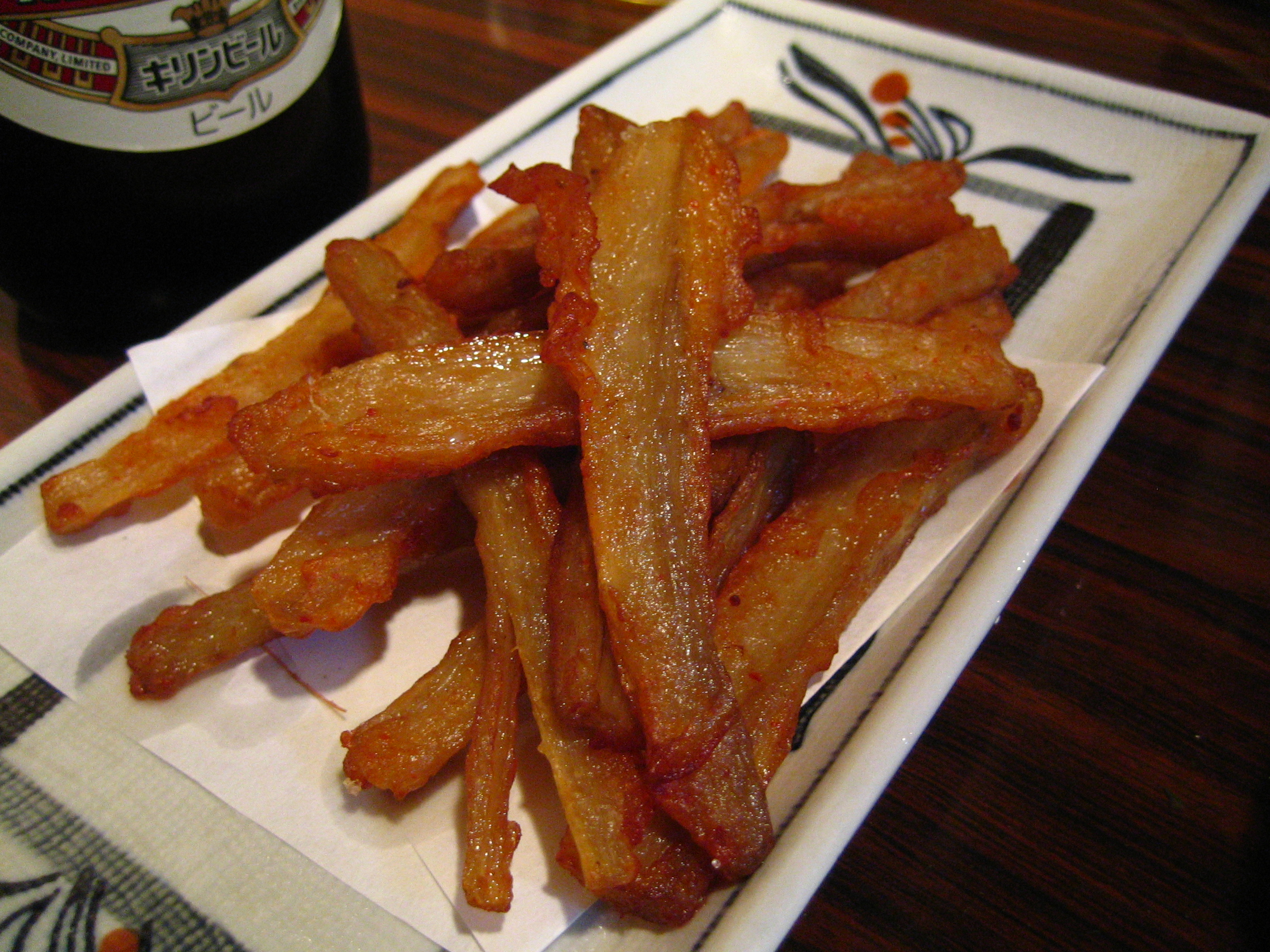
Karaage de gobo.

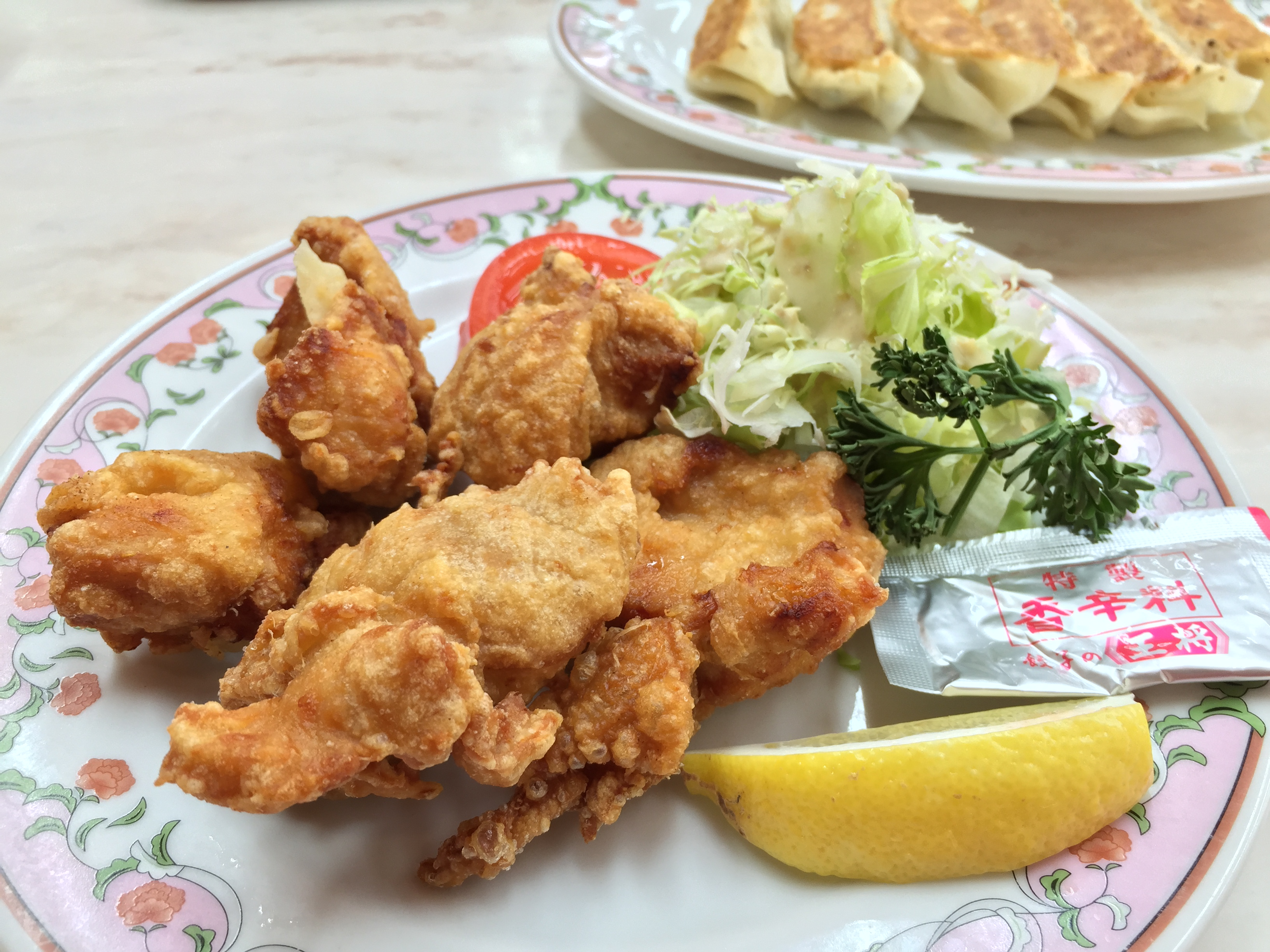
Karaage de Frango.

Karaage karaage (空揚げ o 唐揚げ ou から揚げ) trata-se de uma técnica japonesa que consiste em fritar alguns tipos de alimentos, na maioria das vezes, a carne, frango ou peixe em óleo. Normalmente seu tempero é baseado em molho de soja shoyu, alho, gengibre, saquê e revestido por uma camada de farinha de trigo temperada ou amido de milho e frito num óleo leve, é semelhante ao preparo do tempurá.
Vale ressaltar que é diferente por exemplo do frango à milanesa, pois o frango fica bem crocante por fora e muito suculento por dentro.
É possível encontrar esse prato em restaurantes japoneses. Também costuma ser utilizado nos Donburis.